# Yakuza: Like a Dragon
 (avril 2024).
Si vous disposez d'ouvrages ou d'articles de référence ou si vous connaissez des sites web de qualité traitant du thème abordé ici, merci de compléter l'article en donnant les références utiles à sa vérifiabilité et en les liant à la section « Notes et références ».
Yakuza: Like a Dragon est un jeu vidéo de rôle développé par Ryu ga Gotoku Studio et édité par Sega. Il s'agit du septième épisode de la série Yakuza. Il est publié au Japon le 16 janvier 2020 sur PlayStation 4 et dans le monde entier le 10 novembre 2020 sur PlayStation 4, Xbox One, Microsoft Windows et sur Xbox Series, en exclusivité temporaire sur console next-gen, puis le 2 mars 2021 sur PlayStation 5 sous le titre Yakuza: Like a Dragon International.

## Histoire
L'histoire de Kiryu Kazuma s'étant achevée avec le sixième épisode, le joueur incarne un nouveau héros nommé Ichiban Kasuga, jeune recrue de la famille Arakawa qui appartient au Clan Tojo et qui règne sur le quartier de Kamurocho (théâtre fictif des précédents épisodes de la série).
Le 1er janvier 2001, jour des 24 ans d'Ichiban, sur ordre du patriarche Masumi Arakawa avec lequel il entretient une relation quasi-filiale, il accepte de purger une peine de prison pour un crime qu'il n'a pas commis, afin de protéger le coupable désigné, le capitaine de sa famille Jo Sawashiro. En agissant ainsi, Ichiban pense qu'il sera accueilli comme un héros et qu'il sera reconnu comme un homme d'honneur auprès des yakuza. Mais la vérité est toute autre lorsqu'il sort de prison en 2019, soit 18 ans plus tard. En effet, il apprend que le Clan Tojo a été anéanti par Arakawa qui a rejoint le clan ennemi connu sous le nom d'Alliance Omi et en est devenu le capitaine. Lorsqu'Ichiban se retrouve face à Arakawa, ce dernier le vise d'une balle dans le cœur.
Grièvement blessé, Ichiban se retrouve nu et SDF, loin de Kamurocho, dans le quartier fictif d'Isesaki Ijincho à Yokohama et décide de prendre son destin en main pour découvrir ce qui se cache derrière cette trahison de l'homme qu'il respecte le plus au monde. Avec l'aide d'un policier déchu, d'un sans-abri et d'une hôtesse, il va découvrir une gigantesque conspiration.

## Système de jeu
Contrairement aux autres épisodes de la série, Yakuza: Like a Dragon quitte Kamurochô pour Yokohama.
Comme dans les jeux précédents de la franchise Yakuza, le joueur peut accepter des quêtes annexes et profiter de divers mini-jeux. Ce jeu présente une nouvelle activité pour la série, le Dragon Kart, qui est similaire aux autres jeux de course de kart en termes de gameplay.
Le système de combat diffère des précédents jeux Yakuza. Au lieu d'affrontements de type beat them all, Yakuza: Like a Dragon propose un système de combat tour par tour dans le style JRPG, avec une équipe de quatre personnages. En plus des mécaniques classiques de ce genre, les personnages peuvent utiliser des objets issus de l'environnement afin d'attaquer les ennemis, mécanique issue des précédents Yakuza. Les personnages peuvent également faire appel à diverses aides de groupe pour renforcer ce dernier ou vaincre les ennemis, avec plus d'assistants ajoutées au fur et à mesure que l'histoire progresse ou à la fin des sous-histoires. Les personnages peuvent toujours continuer à explorer le monde après avoir terminé le jeu. Un système d'invocation est également présent. Appelé acolytes, ce sont des personnages qui ont déjà fait leur apparition dans la série, tels que Taiga Saejima, Goro Majima et même Kazuma Kiryu, l'ancien personnage principal. Un nouveau mode de "New Game Plus" avec des paramètres de difficulté supplémentaires exclusifs à ce mode devrait être publié en tant que contenu téléchargeable payant.

## Développement
Le jeu est initialement annoncé le 26 août 2017 aux côtés de Fist of the North Star: Lost Paradise et Yakuza Online. Pendant le développement, le projet s'appelait Shin Ryu ga Gotoku (littéralement New Yakuza en anglais). Sega a annoncé que l'histoire du jeu était terminée fin mai 2019. Le créateur de la série Yakuza, Toshihiro Nagoshi, a déclaré que le nouveau style du logo était pensé pour refléter la personnalité différente d'Ichiban Kasuga par rapport à Kazuma Kiryu. Sega a déclaré qu'il voulait essayer un style de jeu différent, mais que s'il était mal accueilli, il retournerait au combat en temps réel pour les prochains jeux.
Le jeu est sorti au Japon le 16 janvier 2020, les versions chinoise et coréenne étant publiées le même jour. Il est publié dans le monde le 10 novembre 2020 sur Windows, PlayStation 4, Xbox One et Xbox Series, en exclusivité temporaire sur console next-gen,. Une version PlayStation 5 est sortie le 2 mars 2021.

## Note
1. ↑  Appelé au Japon Ryū ga Gotoku 7: Hikari to Yami no Yukue (龍が如く7 光と闇の行方?, "Comme un dragon 7 : Où se trouvent lumière et ténèbres")
2. ↑  Appelé au Japon Ryū ga Gotoku 7: Hikari to Yami no Yukue International (龍が如く7 光と闇の行方 インターナショナル?, "Comme un dragon 7 : Où se trouvent lumière et ténèbres International")